# Condado de Palamós
El condado de Palamós es un título nobiliario español concedido por Fernando el Católico en 1486 al noble catalán Galcerán de Requesens y Joan de Soler, barón de Calonge, quien también recibirá los títulos de conde de Trivento y Avellino, por sus leales servicios al Reino de Nápoles, a la Corona de Aragón y a la Corona de Castilla, tanto como político como militar.

## Condes de Palamós
Hasta la fecha ha habido los siguientes condes y condesas:
- I conde: Galcerán de Requesens y Joan de Soler (c. 1439 – Barcelona 08/09/1505). Casó dos veces: primero con Elena Baucio y Ursino (sin descendencia); después con Beatriz Enríquez de Velasco. Tuvieron dos hijas: María e Isabel de Requesens y Enríquez de Velasco.

- II conde: Luis de Requesens y Joan de Soler, que heredó el título a la muerte de su hermano Galcerán en 1505. Casó dos veces, la primera en 1456 con Elfa de Cardona Anglesola y Centelles; y en 1501 con Hipólita Roís de Liori y de Moncada, con quien tuvo una hija, Estefanía, que heredará el título como siguiente condesa.

- III condesa: Estefania de Requesens i Roís de Liori (m. Barcelona, 1549), era hija de Luis. Casó con Juan Zúñiga y Avellaneda, hijo del conde de Miranda y chambelán del rey Carlos I de España y V de Alemania, teniendo varios hijos, unos de ellos Luis de Requesens y Zúñiga, ilustre figura de la historia de España. Estefanía formó parte del círculo de seguidores de San Ignacio de Loyola durante la estancia de este en Barcelona (1524-1526), siendo su hijo Luis uno de los primeros seguidores del Santo. Junto a su madre se enfrenta a su prima hermana Isabel de Requesens y Enríquez de Velasco por el título de condesa de Palamós, hija del primer conde. Aún en un principio lo gana, posteriormente pasará a su prima, perdiéndolo su hijo Luis, en algunas fuentes considerado cuarto conde de Palamós. Por tanto:

- V condesa de Palamós: Isabel de Requesens y Enríquez de Velasco (c. 1460–1534/39). Casó con su primo Ramón Folch de Cardona, barón de Bellpuig y primer duque de Soma. Tuvieron tres hijos: Fernando, Catalina y Antonio.

A partir de este momento, el título de conde de Palamós se incorpora al ducado de Soma desde el siguiente conde e hijo de los anteriores (Fernando Folch Cardona de Requesens, conde de Palamós y segundo duque de Soma) hasta nuestros días, ambos títulos van conjuntamente.
Los siguientes condes y condesas de Palamós (y duques o duquesas de Soma) serán:
- Fernando Folch de Cardona y Requesens (20 de noviembre de 1521-13 de septiembre de 1571)
- Luis Folch de Cardona y Fernández de Córdoba (¿?-1574)
- Antonio Fernández de Córdoba Folch de Cardona y Requesens (Barcelona,2 de diciembre de 1550-Valladolid, 6 de enero de 1606)
- Luis Fernández de Córdoba y Aragón
- Antonio Fernández de Córdoba Folch de Cardona Anglesola Aragón y Requesens
- Francisco María Fernández de Córdoba Folch de Cardona Aragón y Requesens
- Félix María Fernández de Córdoba Cardona y Requesens
- Francisco Javier Fernández de Córdoba Cardona y Requesens
- Buenaventura Francisca Fernández de Córdoba Folch de Cardona Requesens y Aragón
- Ventura Osorio de Moscoso y Fernández de Córdoba
- Vicente Joaquín Osorio de Moscoso y Guzmán
- Vicente Isabel Osorio de Moscoso y Álvarez de Toledo
- Vicente Pío Osorio de Moscoso y Ponce de León
- Alfonso Osorio de Moscoso y Osorio de Moscoso
- María Eulalia Osorio de Moscoso y López de Ansó
- José María Ruiz de Bucesta y Osorio de Moscoso

Actualmente, el XXIV conde es Jaime Ruiz de Bucesta y Mora (San Sebastián, 4 de agosto de 1960) por cesión de su padre (José María Ruiz de Bucesta y Osorio de Moscoso, actual duque de Soma, entre otros muchos títulos). Casado en 1987 con Begoña de Heredia y Díaz de Riguero, fueron padres de tres hijas: Rocío (1990), Begoña (1994) y Mónica (1997).